# At-Tawba
At-Tawba (en árabe: ٱلتوبة, traducido como 'El arrepentimiento'; también conocido como al-Bara'ah, «el Ultimátum», en muchos hadith) es la novena azora o capítulo del Corán, el libro sagrado musulmán. Se compone de 129 aleyas o versos, siendo una de las pocas azoras que no empieza con la Basmala. 
At-Tawba forma parte del grupo de azoras de Medina, y es una de las últimas reveladas.

## Antecedentes
Los comentarios del Corán de Yusuf Alí, establece en la página 435 que los versículos 1 a 29 fueron revelados en el décimo mes (Shawwal) del año 9 del calendario musulmán o islámico (año 630/631 del calendario gregoriano). Fue proclamado por el primo de Mahoma, Alí, a los diversos peregrinos musulmanes y no musulmanes en La Meca para dar a conocer la nueva política de Mahoma a una audiencia amplia. 
También afirma que el resto de la sura (versículos 30 a 129) fue proclamada por Mahoma meses atrás, antes de los primeros 29 versos, y resumían las lecciones adquiridas en el allanamiento de Mahoma a Tabuk. Esto quiere decir que los aleyas 1 a 29 son cronológicamente posteriores y, por tanto, son los últimos aleyas que dio a conocer Mahoma. 
Si bien muchos estudiosos discrepan ligeramente en la cronología y temas, todos están de acuerdo en que estos primeros 29 aleyas son los últimos aleyas coránicos dados a conocer por Mahoma.
La introducción al capítulo 9 en los comentarios de Abul Ala Maududi afirma que, en el momento en que se dio a conocer el capítulo 9, un tercio de la Península arábiga estaba bajo dominio de los musulmanes:

Ahora vamos a considerar los antecedentes históricos de la Sura. La serie de eventos que se han discutido en este Sura se llevó a cabo después del Tratado de Paz de Hudaibiyah. En ese momento, un tercio de Arabia había caído bajo el dominio del Islam, que se había establecido como un poderoso Estado bien organizado y civilizado.
Abul Ala Maududi 

## Aleyas
Aleyas 1-4:

1. Declaración de Alá y de su mensajero, de la alianza que habéis concertado con los idólatras: 2. «Circulad por la tierra durante cuatro meses. Pero sabed que no podréis escapar de Alá y que Alá llenará de vergüenza a los infieles». 3. Proclama de Alá y Su Enviado, dirigida a los hombres el día de la peregrinación mayor. «Dios no tiene responsabilidades con los idólatras, y Su Enviado tampoco. Si os arrepentís, será mejor para vosotros. Pero, si volvéis la espalda, sabed que no escaparéis del juicio de Alá». ¡Anuncia a los infieles un castigo doloroso! 4. Se exceptúan los idólatras con quienes habéis concertado una alianza y no os han fallado en nada, ni han ayudado a nadie contra vosotros. Respetad vuestra alianza con ellos durante el plazo convenido. Alá ama a quienes Le temen.

El famoso aleya de la espada, utilizado por los musulmanes que practican la yihad, se lee así:

5. Cuando hayan transcurrido los meses sagrados, matad a los idólatras dondequiera que les encontréis. ¡Capturadles! ¡Sitiadles! ¡Tendedles emboscadas por todas partes! Pero si se arrepienten, hacen la azalá y dan el azaque, entonces ¡dejadles en paz! Dios es indulgente y misericordioso. 6. Si un de los idólatras te pide protección concédesela, para que oiga la Palabra de Alá.Luego, facilítale la llegada a un lugar en que esté seguro. Es que los idólatras son ignorantes. 7. Alá y su apóstol no confían en los idólatras, salva aquellos con quienes concertasteis una alianza en la Mezquita Sagrada. Mientras cumplan con vosotros, cumplid con ellos. Alá ama a quienes Le temen. 8. ¿Cómo podéis confiar en ellos? Si prevalecen en contra vuestra, no respetarán ningún acuerdo ni alianzas. Ellos os halagan con la lengua, pero en sus corazones os rechazan. La mayoría de ellos son malignos.

Aleya 9-13:

9.Han malvendido los signos de Alá y han desviado a otros de Su camino. ¡Qué detestable es lo que han hecho! 10. No respetan alianza ni compromiso con el creyente. ¡Ésos son los que violan la ley!
11. Pero si se arrepienten, hacen la azalá y dan el azaque, entonces serán vuestros hermanos en religión. Exponemos claramente las aleyas a gente que sabe. 12. Pero, si violan sus juramentos después de haber concluido una alianza y atacan vuestra religión, combatid contra los jefes de la incredulidad. No respetan ningún juramento. Quizás, así, desistan. 13. ¿Cómo no vais a combatir contra gente que
ha violado su juramento, que hubiera preferido expulsar al Enviado y os atacó primero? ¿Les tenéis miedo, siendo así que Dios tiene más derecho a que Le tengáis miedo? Si es que sois creyentes...

Aleya 14:

14. ¡Combatid contra ellos! Dios le castigará con vuestras manos y les llenará de vergüenza, mientras que a vosotros os auxiliará contra ellos, curando así los pechos de gente creyente

Aleya 29 se lee así:

29. ¡Combatid contra quienes, habiendo recibido la Escritura, no creen en Alá ni en el
último Día, ni prohíben lo que Alá y Su Enviado han prohibido, ni practican la religión verdadera, hasta que, humillados, paguen la yizia directamente!

En el sura 30 la relación con los no musulmanes y como ve Alá a los paganos y la gente del libro (cristianos, judíos y zoroastristas):

30. Los judíos dicen: «Uzayr es el hijo de Dios». Y los cristianos dicen: «El Ungido es el hijo de Dios». Eso es lo que dicen de palabra. Remedan lo que ya antes habían dicho los infieles. ¡Que Dios les maldiga! ¡Cómo pueden ser tan desviados!

El aleya 37, establece la prohibición del Nasi:

37. El mes intercalar no significa más que un incremento en la incredulidad, con la que se extravían los infieles. Lo declaran profano un año y sagrado otro año, para estar de acuerdo con el número de lo que Alá ha declarado sagrado, declarando así profano lo que Alá ha declarado sagrado. La malicia de sus obras ha sido engalanada, pero Alá no dirige al pueblo infiel.

Cuando el Corán fue compilado por primera vez, ya que Mahoma era iletrado y no sabía leer ni escribir, sólo una persona tenía los últimos versos de al-Tawba escritos: Abi Khuzaima al-Ansari, aunque los musulmanes dicen que algunos compañeros lo habían memorizado.

## Implicaciones de la última revelación de Mahoma en la Azora 9
A partir del inicio de la época árabe de conquistas musulmanas en el siglo séptimo hasta el siglo XXI, con el renacimiento de la violencia musulmana hacia los no musulmanes en nombre de la Yihad. Según algunos datos, hasta 250 millones de personas pueden haber muerto a consecuencia de la yihad. Según algunos académicos, hasta 60 millones de cristianos habrían muerto en Medio Oriente, 80 millones de Hinduistas, 10 millones de Budhistas, erradicación del zoroastrismo y 120 millones de animistas y cristianos en África en los últimos 1400 años.
Diversos grupos musulmanes, entre ellos Al-Qaeda, Boko Haram, Al-Shabbaab y otros se basan en estas enseñanzas de Mahoma para justificar el asesinato de no musulmanes en países como Kenia, Sudán, Etiopía, Nigeria, Malí, Costa de Marfil, España, Francia, Bélgica, EE. UU, Reino Unido, Rusia, Serbia, Indonesia, India, Pakistán, Malasia, Tailandia, China, Irak, Siria, Líbano, Israel, Timor L'Este, entre muchos otros. Aproximadamente, unas 2000 personas mueren cada mes y otras miles son esclavizadas, heridas o violadas a consecuencia de ello a nivel mundial.
Según datos del Pew Research, si bien cada vez recibe menor apoyo, el terrorismo islámico es justificado por un 40% de la población en Palestina, 39% en Afganistán, 29% en Egipto, 15% en Turquía, 18% en Malasia. Los países que menor apoyo ofrece al terrorismo musulmán son Azerbaiyán con un 1%, Kosovo con un 11%, Irak con un 7%, entre otros